# Lupus Servatus

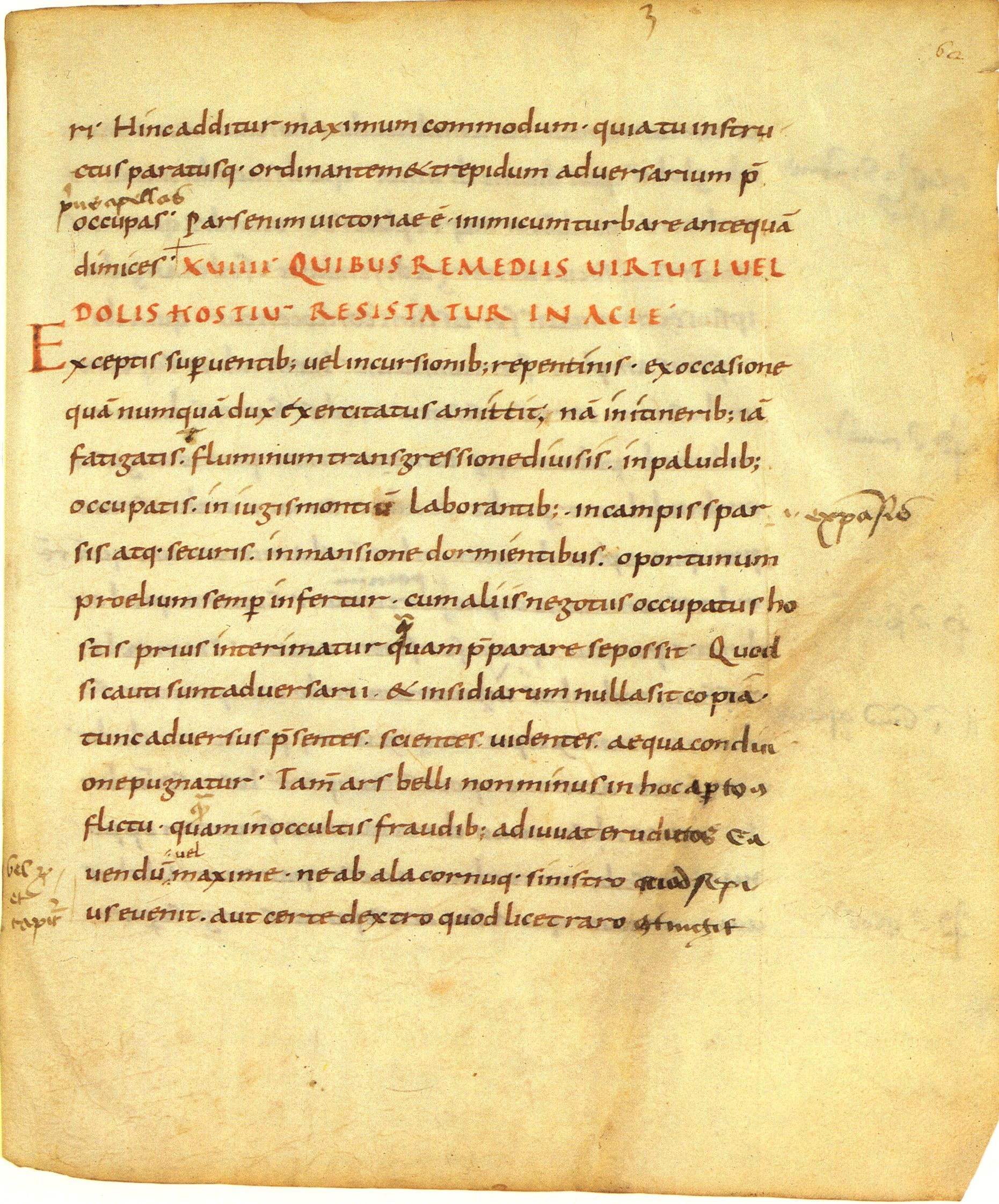
Die Epitoma rei militaris des Vegetius in einer für Lupus angefertigten Handschrift. Rom, Biblioteca Apostolica Vaticana, Vaticanus Palatinus lat. 1572, fol. 62r (Mitte des 9. Jahrhunderts)

Lupus Servatus (auch Servatus Lupus und Lupus von Ferrières bzw. Lupus Ferrariensis genannt; * um 805; † nach 861) war Abt des Benediktinerklosters Ferrières-en-Gâtinais, Theologe und Vertrauter von Kaiser Karl dem Kahlen. Seine Briefe zeichnen sich durch hohe literarische Qualität aus und sind wichtige Quellen für die Geschichte der Karolingerzeit.

## Leben
Sein Vater Antelmus stammte aus Bayern, seine Mutter Frotilde war Fränkin aus dem Gâtinais. Die Bischöfe Heribald und Abbo von Auxerre könnten seine Brüder gewesen sein. In einem Brief an Heribald erwähnt er tatsächlich einen communis frater „gemeinsamen Bruder“. Es ist jedoch kein starkes Beweis, da das Wort frater auch als „vertrauter Freund“, „Bruder im geistlichen Amt“ oder „politischer Verbündeter“ benutzt werden konnte. 
Lupus Servatus trat als Jugendlicher in das Kloster Ferrières-en-Gâtinais in der Diözese Sens ein. Um 828 kam er in das Kloster Fulda, wo Rabanus Maurus sein Lehrer war. Er war mit Einhard und wahrscheinlich auch mit Gottschalk von Orbais befreundet.
Um 836 kehrte er nach Ferrières zurück, wo er von der Kaiserin Judith und ihrem Sohn Karl dem Kahlen unterstützt wurde. 840 wurde er zum Abt von Ferrières gewählt. In den Auseinandersetzungen um die Herrschaft im Karolingerreich nach dem Tod Ludwigs des Frommen blieb er Karl dem Kahlen stets treu und wurde von diesem in zahlreichen diplomatischen Missionen eingesetzt.

## Werke
Lupus schrieb mehrere kleinere theologische Werke, darunter Viten des heiligen Maximin von Trier und des heiligen Wigbert. Für den Markgrafen Eberhard von Friaul legte er eine umfangreiche Sammlung von Gesetzestexten und Kapitularien an. Von seinen zahlreichen Briefen sind 132 erhalten, sie wurden wahrscheinlich von seinem Schüler Heiricus von Auxerre herausgegeben. Die Briefe zeugen von seiner hohen klassischen Bildung und sind von den Briefen Ciceros beeinflusst. Sein besonderes Interesse galt der Philologie, er sammelte Handschriften antiker Autoren (Cicero, Boethius, Valerius Maximus u. a.), die er kommentierte und in seinem Skriptorium kopieren ließ. Seine Bemühungen um ein Exemplar der damals sehr seltenen De vita Caesarum des Sueton bezeugen die Briefe 10, 4 und 91, 4. Er gehörte zu den ersten Lesern von Einhards Vita Karoli Magni und äußerte sich in höchster Bewunderung über deren Stil (Brief 1, 5), den er im Gegensatz zur sonstigen zeitgenössischen Produktion als gelungene Verwirklichung antiker Stilideale pries und dem er sogar ciceronische gravitas (Würde) attestierte.

## Werkausgaben
- Vita Maximini episcopi Trevirensis auctore Lupo. In: Bruno Krusch (Hrsg.): Scriptores rerum Merovingicarum 3: Passiones vitaeque sanctorum aevi Merovingici et antiquiorum aliquot (I). Hannover 1896, S. 71–82 (Monumenta Germaniae Historica, Digitalisat)
- Lupi vita Wigberti abbatis Friteslariensis. In: Georg Waitz, Wilhelm Wattenbach u. a. (Hrsg.): Scriptores (in Folio) 15,1: Supplementa tomorum I-XII, pars III. Supplementum tomi XIII pars I. Hannover 1887, S. 36–43 (Monumenta Germaniae Historica, Digitalisat)
- Lupi abbatis Ferrariensis epistolae. In: Epistolae (in Quart) 6: Epistolae Karolini aevi (IV). Herausgegeben von Ernst Dümmler, Ernst Perels u. a. Berlin 1925, S. 1–126 (Monumenta Germaniae Historica, Digitalisat)
- Peter Kenneth Marshall (Hrsg.): Servati Lupi Epistulae. Teubner, Leipzig 1984.
- Oliver Münsch: Der Liber legum des Lupus von Ferrières. (Freiburger Beiträge zur mittelalterlichen Geschichte, Bd. 14), Peter Lang, Frankfurt am Main, Berlin, Bern, Brüssel, New York, Oxford, Wien 2001, ISBN 978-3-631-38026-0.
- Michael Fleck (Hrsg.): Leben und Wundertaten des Heiligen Wigbert. „Lupus servatus“. Das Leben des heiligen Wigbert. Die Wundertaten des heiligen Wigbert. (Veröffentlichungen der Historischen Kommission für Hessen, Bd. 67), Marburg 2010.